# Wilhelm Rosenberg
 Ikke at forveksle med Vilhelm Rosenberg.
Wilhelm Ludwig "William" Rosenberg (født januar 1850 i Tyskland, død 1928) var en tysk-amerikansk lærer, poet, dramatiker, journalist og socialistisk politisk aktiv. Han emigrerede til USA i 1880 efter Tyskland i 1878 vedtog Socialistloven. Han var fra 1884 til 1889 leder af Socialist Labor Party of America.